# Hudson Yards (proyecto)

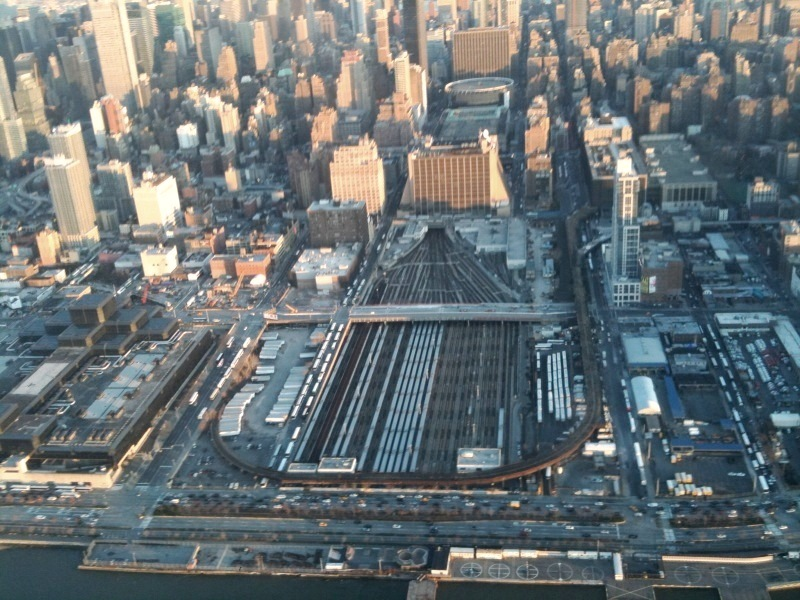
West Side Yard, lugar del proyecto de Hudson Yards

El plan de desarrollo urbanístico de Hudson Yards es una joint venture entre el New York City Department of City Planning y la Metropolitan Transportation Authority (MTA) para fomentar el desarrollo a lo largo del río Hudson en Manhattan, Nueva York. El proyecto incluye la recalificación urbanística del Far West Side convirtiéndolo en un nuevo barrio que recibe el nombre de Hudson Yards, la extensión de la línea 7 del metro de Nueva York con la estación con el mismo nombre en 11.ª Avenida, y la remodelación del centro de convenciones Jacob K. Javits. 
La parte más significativa del plan de desarrollo urbanístico de Hudson Yards es el barrio de Hudson Yards, un desarrollo urbanístico de entre 105 000 y 113 000 m² de uso mixto promovido por Related Companies y Oxford Properties. El nuevo proyecto de construcción es el mayor de la historia en su categoría. Según su plan director, radactado por Kohn Pedersen Fox Associates, está previsto que Hudson Yards contenga 16 rascacielos sumando una superficie total de aproximadamente 1 180 000 m² de espacio de oficinas, residencial y comercial. Entre sus componentes contará con 557 000 m² de superficie para oficinas, 70 000 m² para zona comercial con dos plantas de restaurantes, cafés, mercados y bares, así como un hotel, un centro cultural, unas 5000 viviendas, una escuela con cabida para 750 alumnos y 56 500 m² de espacio público al aire libre.
El proyecto se puso en marcha cuando la ciudad no fue elegida para albergar los Juegos Olímpicos de 2012 y decidió por tanto no construir el nuevo estadio proyectado para los New York Jets sobre West Side Yard  de la MTA de John D. Caemmerer. Las obras arrancaron el 4 de diciembre de 2012; la primera torre, un edificio de oficinas de 273 metros situado en la esquina sureste del sitio, se espera que sea concluida en 2016.
El nuevo barrio linda al este con las avenidas Seventh y Eighth, al sur con las calles West 28 y 30, al norte con la calle West 43, y al oeste con Hudson River Park y el río Hudson; la nueva plataforma sobre la que se construirá la mayor parte de este desarrollo va de la Avenida 10th a la 12th y de la calle 30 a la 33. Su coste esperado alcanza los 20 000 millones de dólares y atraerá unos 65 000 visitantes al día. Actualmente, el vicepresidente ejecutivo de Related Companies, Timur Galen, supervisa la obra.